# Coração Bandido
Coração Bandido é um álbum de estúdio do cantor Leonardo, lançado em abril de 2008 pela Universal Music. Gravado em Janeiro de 2008 no Estúdio Mosh, o disco traz 14 canções, entre elas a balada "Porque é Tão Cruel o Amor", o bailão "Rodo sem Borracha" e a faixa-título "Coração Bandido" que, logo quando foi lançada, já estreou entre as 10 mais tocadas nas rádios de todo o Brasil. A faixa "Por Favor Reza Pra Nóis" fez parte da trilha sonora da novela A Favorita, da Rede Globo.

## Faixas
| N.º | Título                      | Compositor(es)                                | Duração |  |
| 1.  | "Coração Bandido"           | Rafael Dias / Silas Barcelos                  | 4:13    |  |
| 2.  | "Rodo Sem Borracha"         | José Victor                                   | 2:54    |  |
| 3.  | "Porque é tão cruel o Amor" | Ricardo Arjona                                | 3:38    |  |
| 4.  | "Mentirosa"                 | Ricardo Arellano                              | 4:03    |  |
| 5.  | "Dois Passarinhos"          | Cesar Augusto /Gabriel                        | 3:40    |  |
| 6.  | "Por favor, reza pra Nóis"  | Dhame Veloso / Domiciano / J. Estevan         | 2:40    |  |
| 7.  | "Cartas e Flores"           | Pedro Barezzi / Tivas                         | 4:02    |  |
| 8.  | "Volte Amor"                | Valdômio Santos de Lima                       | 3:43    |  |
| 9.  | "Se Entrega, Amor"          | Everton Matos / Jairo Goes / Rivanil          | 3:20    |  |
| 10. | "Pega fogo, Cabaré"         | Everton Matos / Jairo Goes / Rivanil          | 3:01    |  |
| 11. | "Quem dá Mais"              | Cicero Batista de Lima                        | 4:04    |  |
| 12. | "Quebradeira"               | Altair Menezes / Racyne / Rafael Dias         | 3:12    |  |
| 13. | "A Fila Anda"               | Adriano Bernardes / Fátima Leão / Elias Muniz | 3:39    |  |
| 14. | "Tá Rindo de Quê?"          | Alexandre / Rick                              | 3:41    |  |